# Tuna Universitária do Minho
A Tuna Universitária do Minho é uma tuna ligada à Universidade do Minho, no Norte de Portugal. Foi fundada em 1990, por estudantes dessa universidade. Sendo a primeira tuna sedeada na Universidade do Minho, é considerada a sua embaixatriz cultural. A T.U.M., como é também conhecida, pertence à ARCUM (Associação Recreativa e Cultural da Universidade do Minho), da qual também fazem parte grupos estudantis como os Bomboémia e o Grupo de Música Popular da Universidade do Minho.
Tendo já um álbum editado, em 2000, reeditado em 2009 e outro lançado em 2014, a Tuna do Minho realiza anualmente o Festival Internacional de Tunas Universitárias, apelidado de "Bracara Avgvsta".

## História
A Tuna Universitária do Minho foi criada em 1990 por 20 estudantes da Universidade do Minho, em Braga, Portugal, tendo-se estreado no Enterro da Gata, festa anual da cidade de Braga que celebra o final do ano letivo. Ao longo dos anos, foi adoptando novos elementos da academia minhota, chegando a 2022 com 150 elementos, e mais de uma dezena de candidatos a tuno, ou caloiros.
Em 1991 amadrinhou uma nova tuna da mesma universidade, a Azeituna - Tuna de Ciências da Universidade do Minho. Em 1993 tornou-se irmanada com a Tuna de Derecho de Oviedo, e em 2001, com a Tuna de Medicina do Porto. A Tuna do Minho representou Portugal e a sua alma mater em vários países, tendo já percorrido grande parte da Europa, e visitado o continente sul-americano por diversas vezes.
Quanto a prémios, a Tuna Universitária do Minho já ganhou inúmeros galardões em festivais nacionais e internacionais de tunas, por toda a península ibérica. O primeiro prémio de Melhor Tuna remonta a 1994, no I Festival Ibérico do ISEP, apesar do galardão recebido em 1993, de Melhor Tuna Portuguesa. Mais recentemente, em 2009, a organização do XIX FITU foi a recipiente do prémio Nossa Terra, como Evento do Ano. Em 2000, no âmbito do seu décimo aniversário, a T.U.M. lançou o álbum dulpo "Tuna Universitária do Minho", que inclui um dueto com a Tuna de Derecho de Oviedo intitulado "Hermanamiento Minhedo".

## Estilo musical

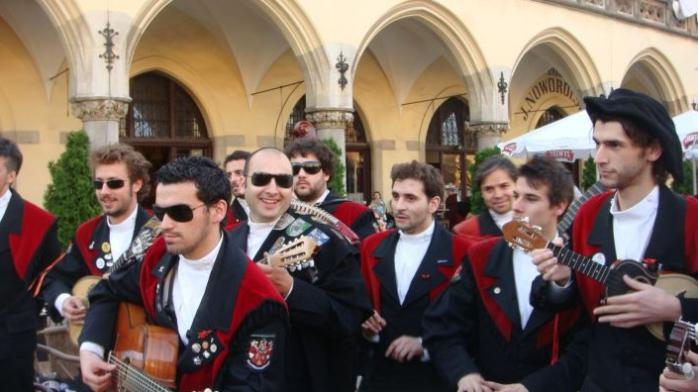
A tuna a fazer uma serenata, durante a sua digressão à Polónia, em 2009.

O estilo musical da Tuna Universitária do Minho segue um padrão próprio das tunas académicas, que se insere dentro da Música popular portuguesa. Este padrão é facilmente identificável pelas antigas baladas de estudante, e pelas músicas mais alegres, também elas possuidoras de um estilo tipicamente académico.
Para além desse estilo que define as tunas, a T.U.M., estando fortemente ligada às tradições minhotas, adapta músicas tradicionais portuguesas, como a "Rendilheira", a "Terra Amada" (no CD, com a participação de uma cantadeira minhota) e a mais conhecida "Pilinha" (também conhecida como "Pilinha de Braga"). Este aspecto associa intimamente a Tuna do Minho à região do Minho, perpetuando dessa forma o seu reportório tradicional, tal como os seus costumes.
Para além da música portuguesa, a Tuna do Minho inspira-se também em música popular brasileira, como se pode ver pelas várias adaptações que faz (como "Odeon" e "Samba da Rosa"), e música tradicional da região mediterrânea, em particular Espanha e Itália, possuindo até um dueto gravado com a Tuna de Derecho de Oviedo.

### Instrumentos
Quanto aos instrumentos mais utilizados pela Tuna do Minho, a listagem encontra vários pontos em comum com os instrumentos mais utilizados pela tunas em geral, especialmente os cordofones bandolim e contrabaixo, e ainda a pandeireta. A T.U.M. utiliza também o acordeão, a guitarra, a viola braguesa, o trompete, o violino e percussão vária.

## Particularidades e Simbologia da Tuna
Sendo este grupo musical uma tuna, existem várias particularidades que o excluem dos restantes. Destas, fazem parte a hierarquia de praxe, a admissão de novos candidatos, a permanência dos seus elementos, as actuações e o traje académico.
Quanto à admissão de candidatos, a Tuna do Minho, como a maioria das tunas, aceita apenas estudantes que frequentem o estabelecimento de ensino (superior, e por vezes secundário), neste caso a Universidade do Minho, e que sejam do sexo masculino (visto que a tuna é masculina). De resto, a tuna não exige que o candidato tenha qualquer tipo de formação musical, sendo a própria a fornecê-la, no instrumento à escolha do candidato.
Contudo, apesar da facilidade de entrada na Tuna, a permanência na Tuna é concedida apenas quando o caloiro ascende ao título de tuno; nessa altura, o membro torna-se permanente; isto faz com que a tuna possua mais membros à medida que o tempo passa, e nunca menos (neste momento, possui cento e cinquenta elementos).

### Estandarte e Pandeireta
A Tuna do Minho segue uma linha geral das tunas atuais, apoiando-se em contribuições feitas por elementos específicos da tuna, que atuam com a pandeireta e o estandarte, de uma forma diferente da do resto da tuna. Estes dois "naipes", como são apelidadas as funções dentro da tuna, fazem uma espécie de coreografia com o estandarte ou a pandeireta, que segue o ritmo da música que está a ser tocada. Eles saem do semicírculo da tuna, dirigindo-se ao seu centro, onde iniciam a sua coreografia.
Os tocadores de pandeireta fazem essa coreografia de acordo com o ritmo da música, ou seja, sem pararem de tocar o seu instrumento musical. A particularidade da pandeireta é que é o instrumento que guia a tuna ritmicamente, o que, dada a coreografia que é executada, provoca um efeito de notável. Os "pandeiretas" da tuna marcam o ritmo durante a coreografia batendo com a pandeireta em várias partes do corpo, à medida que a executam.
Os "bandeiras", como também são conhecidos, atuam em qualquer música, sem estarem subordinados a um ritmo específico, o que lhes dá a oportunidade de abrilhantarem também as serenatas. As coreografias da bandeira e do estandarte envolvem girá-lo/a em torno do corpo, e atirando-a ao ar, exibem uma bandeira com o brasão da cidade de Braga, ou o estandarte, que exibe o brasão e as cores da Tuna do Minho.

### Traje
Como uma tuna académica que é, a Tuna do Minho enverga um traje próprio (que nasce a partir do traje da sua academia - ver secção "traje" mais abaixo). Este traje é usado pelos elementos da tuna em digressão, e em actuação, invariavelmente.
Ao contrário do que é habitual nas tunas académicas, o traje da T.U.M. não è igual ao da academia; aliás, todos os trajes das tunas académicas da Universidade do Minho apresentam pequenas alterações no traje minhoto, cada uma com a sua, havendo uma cor associada a cada tuna (a Azeituna usa as cores das ciências exactas, a Gatuna usa verde, a Afonsina e as Tun'Obebes envergam tijolo, a cor de engenharia, etc). Sendo a T.U.M. a tuna representativa da sua academia, usa a cor da Universidade do Minho: vermelho. Existem três tipos de traje na Tuna Universitária do Minho, cada um correspondente a um lugar na hierarquia:

#### Pré-Caloiro
O pré-caloiro da Tuna usa um pijama, preferencialmente (mas não obrigatoriamente) de cor vermelha, com o emblema da Tuna ao peito, sobre o bolso do pijama, se o tiver. Por cima, usa a capa da academia, com a alteração de a usar por cima dos dois ombros. À falta de capa, pode o pré-caloiro usar um robe. Nos pés, calça os sapatos do traje da academia.

#### Caloiro
O caloiro da Tuna, já um elemento da mesma, mas não de pleno direito, usa um fato-macaco negro exclusivo da tuna. O fato macaco, contudo, vai apenas até ao joelho, para que se vejam as meias vermelhas características da tuna. Ao peito, de novo, o emblema da tuna. A capa é usada da mesma maneira que os pré-caloiros. O tricórnio ainda não é permitido. Aos pés, ainda os sapatos do traje.

#### Tuno
O traje académico da Academia Minhota usa calções ao invés das habituais calças, tapando a parte inferior da perna com meias negras. A Tuna Universitária do Minho substituiu esse negro por vermelho, incluindo ainda uma peça extra ao traje, comummente apelidado de "bico", que fica em volta do pescoço, usado debaixo da lapela do casaco, e que apresenta um triângulo caído nas costas. A capa é usada consoante a preferência do tuno. Pode ser usada por cima de ambos os ombros, ou como dita a academia: por baixo do ombro direito, por cima do esquerdo. O tricórnio está presente no traje, mas é opcional. No casaco, uma pequena alteração: se no ombro direito está presente o emblema da Universidade do Minho e as fitas de curso, no esquerdo está o da Tuna.

### Brasão
O brasão da Tuna Universitária do Minho é usado nos emblemas oficiais da Tuna, que são normalmente colocados nas capas dos Tunos, bem como no ombro esquerdo do casaco do traje. Faz parte de toda uma simbologia da tuna do Minho. O site oficial descreve-o assim:
| “ | Em fundo negro, assenta o brasão. Este, de cor vermelha, contém um bandolim de ouro com escala a prata e cordas negras, está de pé entre dois jasmins de ouro riscados a negro. Elmo de prata, aberto a três quartos, forrado a vermelho. No timbre, dois bandolins cruzados iguais ao do escudo. Paquife de ouro, prata e vermelho. Listel com os dizeres "Virgines Viriles Pulchri". | ” |

## Discografia
A Tuna Universitária do Minho lançou, em 2000, o seu único álbum até agora." A gravação homónima foi editada como um álbum duplo, que inclui 2 CDs. No total são 31 faixas, incluindo um dueto com a Tuna de Derecho de Oviedo (em "Hermanamiento Minhedo", que fecha o álbum), e a participação de uma cantadeira minhota na adaptação da tuna da canção popular com o nome "Terra Amada". A música que conta com a participação da Tuna de Derecho de Oviedo foi composta em celebração da irmanação das duas tunas.
No álbum pode-se encontrar um pouco de cada género que a tuna toca. "Odeon", "Noites Cariocas" e a "Feira de Caruaru" (esta última presente na 2a edição do álbum) mostram o interesse da Tuna do Minho para com música brasileira, "Dança Húngara nº5" e o instrumental "Trilhos Ciganos" representam uma inspiração da Europa de Leste.
Mas a maioria do álbum é preenchido pelas melodias tradicionais da região na qual a Universidade do Minho está inserida, e pelas canções próprias de um grupo musical tão peculiar como uma tuna - nomeadamente as serenatas, sendo a mais notável destas, a "Tunalmente Molhado". Canções como "Rendilheira" e "Pilinha" recuperam cantigas tradicionais do Minho, que se preservam no álbum, e se reinventam nas actuações.
Em 2009, o álbum foi reeditado, com uma nova lista de faixas, desta vez com um só CD. A nova edição contém 21 faixas, e possui duas faixas inéditas, gravadas ao vivo no Centro Cultural de Belém, aquando do festival Luz&Tuna, em 2003.
Em 2014, foi lançado um novo álbum intitulado "Essência". Apresenta 11 faixas, incluindo a música ("Essência") que dá o nome ao álbum, este que demonstra o espírito característico da tuna. De novo, encontram-se diversos géneros musicais. Desde adaptações de pop operático (com a música "Con te Partirò") a pop rock ("O Abraço Acontece"). Neste álbum, também é possível identificar inspiração na música balcã através do instrumental "Partizan".
Ainda, tipicamente tradicional da Tuna Universitária do Minho, este álbum apresenta melodias que remetem para a zona minhota, como por exemplo a música "Alborada Minhota", uma faixa que transmite e reflete a simplicidade dos minhotos e a beleza natural que a sua zona exibe.

### Faixas
| Disco 1 |                           |         |  |
| N.º     | Título                    | Duração |  |
| 1.      | "Gaudeamus Igitur"        | 1:08    |  |
| 2.      | "Capas Negras"            | 5:52    |  |
| 3.      | "Gerês Tónico"            | 3:12    |  |
| 4.      | "O' Surdunato Innamurato" | 3:48    |  |
| 5.      | "Samba da Rosa"           | 5:15    |  |
| 6.      | "Dança Húngara N5"        | 3:15    |  |
| 7.      | "Amor Vida de Mi Vida"    | 3:22    |  |
| 8.      | "Terras de Portugal"      | 1:48    |  |
| 9.      | "Tunalmente Molhado"      | 4:02    |  |
| 10.     | "Terra Amada"             | 5:52    |  |
| 11.     | "Noites Cariocas"         | 3:04    |  |
| 12.     | "Musica Proibita"         | 4:05    |  |
| 13.     | "Tango à Cantina"         | 2:24    |  |
| 14.     | "A Fonte e o Teu Nome"    | 3:16    |  |
| 15.     | "Despedida"               | 5:08    |  |
| 16.     | "A Pilinha"               | 2:34    |  |

| Disco 2 |                         |         |  |
| N.º     | Título                  | Duração |  |
| 1.      | "Boémia"                | 2:35    |  |
| 2.      | "Estrela Polar"         | 4:07    |  |
| 3.      | "Torna a Surriento"     | 4:26    |  |
| 4.      | "Odeon"                 | 3:08    |  |
| 5.      | "És Tu"                 | 3:26    |  |
| 6.      | "Risos de Estudante"    | 2:07    |  |
| 7.      | "Rendilheira"           | 5:17    |  |
| 8.      | "Non Ti Scordar di Me"  | 3:55    |  |
| 9.      | "Trilhos Ciganos"       | 4:05    |  |
| 10.     | "Luar Danado"           | 3:02    |  |
| 11.     | "Ilusões"               | 4:30    |  |
| 12.     | "Serenata ao Luar"      | 4:53    |  |
| 13.     | "Tango do Covil"        | 2:22    |  |
| 14.     | "Recordando"            | 4:43    |  |
| 15.     | "Hermanamiento Minhedo" | 3:38    |  |

| Essência |                        |         |  |
| N.º      | Título                 | Duração |  |
| 1.       | "Alborada Minhota"     | 2:46    |  |
| 2.       | "Essência"             | 2:32    |  |
| 3.       | "Partizan"             | 5:37    |  |
| 4.       | "Sonho"                | 2:51    |  |
| 5.       | "O Abraço Acontece"    | 3:18    |  |
| 6.       | "O Tejo Corre No Tejo" | 2:45    |  |
| 7.       | "Con Te Partirò"       | 4:13    |  |
| 8.       | "Desejo"               | 5:10    |  |
| 9.       | "Una Furtiva Lagrima"  | 4:57    |  |
| 10.      | "Fim"                  | 3:34    |  |
| 11.      | "Adeus É Sempre Adeus" | 2:03    |  |

## FITU - Bracara Avgvsta
A Tuna Universitária do Minho realiza anualmente, na cidade de Braga, o Festival Universitário de Tunas Universitárias - Bracara Avgvsta. Este é apelidado de "Bracara Avgvsta" para o diferenciar de um festival de tunas com o mesmo nome ("FITU") que tem lugar no Porto. Este festival é dos mais conceituados a nível nacional, pela sua qualidade musical e organizacional. Os prémios atribuídos premeiam as três melhores tunas, o melhor instrumental, a tuna com o melhor solista, a melhor pandeireta, a melhor estandarte, o melhor passacalles, a tuna do público e a tuna mais tuna.
O evento tem lugar durante o 2º semestre do ano lectivo académico. Este tem vindo a crescer em popularidade e qualidade, tendo mesmo sido destinguido com o prémio Nossa Terra como melhor evento cultural, atribuído pela Câmara Municipal de Braga. Tendo sido, durante uns anos, realizado no Parque de Exposições de Braga, é tradição do FITU Bracara Avgvsta ter lugar no Theatro Circo, recentemente restaurado.

A última edição do FITU foi realizada no dia 11 de Setembro de 2021, tendo os espectáculos sido apresentados no Altice Forum, em Braga. Esta edição aconteceu posteriormente à pandemia global e, por isso, ocorreu apenas em Setembro e não em Abril/Maio como se verifica normalmente. Neste evento participaram sete tunas (a organizadora, quatro a concurso, e as tunas convidadas - Azeituna e Afonsina). O evento começou, como é tradição, com a Serenata à Cidade de Braga, na noite do dia 10, no Salão Medieval do Largo do Paço, onde fica a reitoria da U.M.. Na noite de 11, deu-se o concurso do Festival, que acabou por eleger a Tuna Universitária de Aveiro como a melhor tuna.